# Canon TS-E 50 mm f/2.8L macro
El Canon TS-E 50mm f/2.8L macro és un objectiu fix normal, macro i descentrable de la sèrie L amb muntura Canon EF.
Aquest, va ser anunciat per Canon el 29 d'agost de 2017, amb un preu de venda suggerit de 2.099€.
Aquest objectiu s'utilitza sobretot per macrofotografia i fotografia de producte.
El 2019, aquest objectiu juntament amb el Canon TS-E 90mm f/2.8L macro i el TS-E 135mm f/4L macro, van guanyar el premi de International Design Awards com a millor disseny d'objectius intercanviables.

## Característiques
Les seves característiques més destacades són:
- Distància focal: 50mm
- Obertura: f/2.8 - 32
- Enfocament manual
- Distància mínima d'enfocament: 27cm
- Rosca de 77mm
- Distorsió òptica de -0.48% (tipus barril)[4]
- La millor qualitat òptica la dona entre f/5.6 i f/8[4]

## Construcció[1]
- El canó i la muntura són metàl·lics[5]
- El diafragma consta de 9 fulles, i les 12 lents de l'objectiu estan distribuïdes en 9 grups.
- Consta de dos lents d'ultra baixa dispersió
- El mecanisme TS es pot bloquejar en una posició mitjançant dos anelles. Aquestes, es poden ajustar amb un rang de moviment de fins a +/- 8,5º d'inclinació.[5]

## Accessoris compatibles[6]
- Tapa E-77 II
- Parasol ES-84
- Filtres de 72mm
- Tapa posterior E
- Funda LP1219

## Objectius similars amb muntura EF
- Schneider PC-TS Super-Angulon 50mm f/2.8 HM[7]